# Wydminy (gromada)
Wydminy – dawna gromada, czyli najmniejsza jednostka podziału terytorialnego Polskiej Rzeczypospolitej Ludowej w latach 1954–1972.
Gromady, z gromadzkimi radami narodowymi (GRN) jako organami władzy najniższego stopnia na wsi, funkcjonowały od reformy reorganizującej administrację wiejską przeprowadzonej jesienią 1954 do momentu ich zniesienia z dniem 1 stycznia 1973, tym samym wypierając organizację gminną w latach 1954–1972.
Gromadę Wydminy z siedzibą GRN w Wydminach utworzono – jako jedną z 8759 gromad na obszarze Polski – w powiecie giżyckim w woj. olsztyńskim na mocy uchwały nr 13 WRN w Olsztynie z dnia 4 października 1954. W skład jednostki weszły obszary dotychczasowych gromad Cybulki, Mazuchówka, Siemionki, Sucholaski, Szczepanki, Wężówka i Wydminy ze zniesionej gminy Wydminy w tymże powiecie. Dla gromady ustalono 27 członków gromadzkiej rady narodowej.
31 grudnia 1967 do gromady Wydminy włączono kompleks łąk pod nazwą Łąki Staświńskie i część gruntów PGR Grodkowo (913 ha) z gromady Upałty w tymże powiecie.
22 grudnia 1971 do gromady Wydminy włączono miejscowość Siedliska ze zniesionej gromady Upałty w tymże powiecie.
Gromada przetrwała do końca 1972 roku, czyli do kolejnej reformy gminnej. 1 stycznia 1973 w powiecie giżyckim reaktywowano gminę Wydminy.